# كلية فلسطين التقنية (دير البلح)
كلية فلسطين التقنية نشأت الكلية عام 1992 م، بإمكانيات متـواضـعــة فـي تجهيـــزاتـها وتخصصاتها إلا أن الحاجة إلى التعليم التقني والتدريب الفني ازدادت لأجل مواكبة هذا التطور الهائل في نظام الحياة والمجتمع الذي صاحبه نقص حاد في المهندسين والفنيين المتخصصيـن المؤهلين تقنياً  .
وبدت الحاجة إلى إيجاد كوادر ماهرة وقادرة على القيام بمـهــام المهنـــدس المتخــصص والفنــي فـي مختلــف التخصصات، واستجابة لتلك العوامل برزت كلية فلسطــين التقنيــة كمؤسسة تقنيــة تعليميــة متخصصة رائدة تعمل عل دمج استخدام الحاسوب والتقنيات المتطورة في الحياة، وصقل العقلية العلمية  المبدعة والمبتكرة لمواكبة التطورات العلمية المتسارعة .
وتسعى كلية فلسطين التقنية- دير البلح من خلال تبنيها لمنهج التخطيط الاستراتيجي لرسم صورة واضحة للكلية للسنوات الخمس القادمة، وذلك لتطوير الكلية وتعزيز مكانتها في خدمة وتنمية المجتمع المحلي . عميد الكلية الحالي هو د.عماد عبد الله عدوان .

## موقع الكلية
تقع الكلية بمدينة دير البلح التي تشتهر من بين مدن فلسطين بكثرة أشجار النخيل من حولها حيث الهدوء والمناظر الطبيعية الخلابة من بحر ونخيل . وتتمتع مدينة دير البلح بموقع متميز، فهي تقع على بعد (16) كيلومتر إلى الجنوب من غزة وعلى بعد (10) كيلومتر إلى الشمال من مدينة خانيونس. هذا الموقع المتوسط الذي تتميز به هذه المدينة أعطاها القدرة على خدمة طلاب محافظات غزة جميعا وسهل عليهم أمر الالتحاق بالدراسة بهذه الكلية الرائدة.

## الكلية والمجتمع
- حرصت كلية فلسطين التقنية دير البلح منذ أكثر من عشرين عاماً على إعداد الكفاءات المبدعة والموائمة لمتطلبات سوق العمل والتي تتميز بأخلاق المهنة دعماً منها في بناء الاقتصاد الوطني،  ومن منطلق  السعي نحو مواكبة التطور العلمي والتكنولوجي فقد قامت الكلية بافتتاح برامج للبكالوريوس والدبلوم، وذلك بفتح ثلاث تخصصات بكالوريوس متنوعة إضافة لــ  15 تخصص دبلوم،  والسعي الجاد لفتح المزيد من التخصصات النوعية خلال الفترة القادمة . وتطويراً للسياسات التعليمية فإن الكلية عملت على رفع جودة العملية التعليمية، والتحسين، والتطوير المستمر في مختلف التخصصات التقنية فيها، وأدخلت نظام التعليم الإلكتروني كأحد الأنظمة المساندة للدراسة من أجل تطوير تكنولوجيا التعليم بالكلية . وقد ساهمت النقلة النوعية الملموسة في كافة مناحي العمل في الكلية في بناء شراكات محلية ودولية لدعم التوجه الاستراتيجي في التطوير، وتبادل الخبرات والمنفعة  بما يخدم العملية التعليمية في الكلية .

## أنشطة الكلية
هناك العديد من الأعمال والأنشطة التي تمارسها الكلية منها ما هو على المستوى الأكاديمي وجزء آخر له علاقة بالجانب الاجتماعي. أما الجزء الأول: ففي فترات الصيف والإجازات تبدأ الأقسام في البحث عن تخصصات جديدة أو تطوير التخصصات الحالية من خلال إعداد استبانة وإجراء دراسة للسوق وحاجته. كما يزداد التواصل مع المجتمع المحلي في فترات الصيف سواء من خلال زيارة الكية لكليات أو جامعات أو مؤسسات وطنية أو من خلال استقبال وفود من مؤسسات وطنية بالإضافة إلى عقد ورش عمل داخل قاعة المؤتمرات في الكلية. وهناك جانب اجتماعي له علاقة بالموظفين حيث تعقد لقاءات للإدارة مع العاملين من أجل التعرف على مشاكلهم وهمومهم وإطلاعهم على التطورات والإنجازات التي حققتها الكلية. كما تقوم الإدارة من خلال قسم العلاقات العامة بترتيب بعض الأنشطة الترويحية من خلال رحلة إلى البحر أو ما شابه بالإضافة إلى الترتيب لبعض الأنشطة الرياضية وخصوصاً بأن لدينا في الكلية صالة رياضة مجهزة تجهيزاً جيداً.